# Atarba (Atarba) dasycera
Atarba (Atarba) dasycera is een tweevleugelige uit de familie steltmuggen (Limoniidae). De soort komt voor in het Neotropisch gebied.